# Державний музей живопису та скульптури Анкари

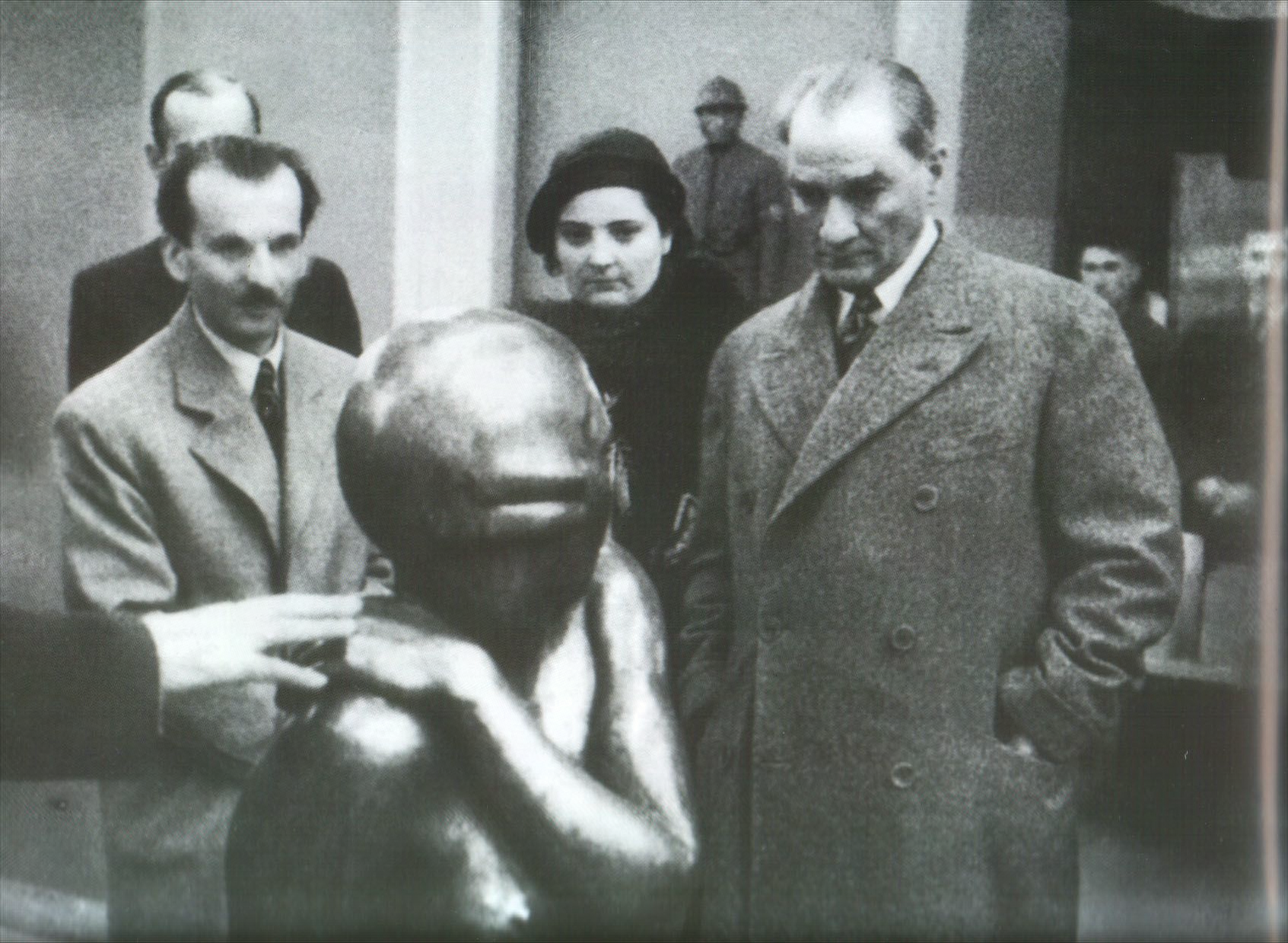
Ататюрк на відкритті музею

Державний музей живопису та скульптури Анкари — художній музей і культурний центр, розташований на пагорбі Намазга в районі Улус в Анкарі.
Музей, який вступив в експлуатацію 6 квітня 1980 року, розташований в історичній будівлі, побудованій 1927 року як «Будівля центру турецьких кар'єрів», яка вважається одним з найкращих зразків Першого національного архітектурного руху. Установа має багату колекцію творів мистецтва, що відображають періоди становлення та розвитку історії турецького пластичного мистецтва до і після Республіки. Оригінальні твори багатьох художників виставлені в музеї, від Османа Хамді Бея в Абдюлмецід Ефенді, від Шекера Ахмета Паші в Фикрет Муаллем, від Шевкету Дага до Сефіка Бурсалі, Ібрахіма Каллусова та Абідіна Діно.
У приміщенні музею є сцена, придатна для оперет. Цей етап, який служив першим залом культури та мистецтва Анкари, сьогодні використовується для оперетних представлень Державної опери та балету Анкари, а також для концертів інших мистецьких установ та приватних мистецьких колективів, а також для культурних конгресів, акцій та конференцій.

## Історія будівлі

### Штаб-квартира турецьких кар'єрів
Історична будівля, яка виконує функції музейної будівлі, є четвертою будівлею великої громадської будівлі в Анкарі. Для цієї будівлі, яка була побудована як будівля турецького кар'єру, були запрошені пропозиції від відомих архітекторів періоду 1924 року. Проект був схвалений аквареллю картини архітектора Аріфа Хікмета Бея президентом Мустафою Кемалем-пашею і будівництво будівлі розпочалося 21 березня 1927 року.
Мустафа Кемаль попросив використовувати в будівлі турецькі прикраси і наказав працювати лише турецьким робітникам. Архітектор Коюноглу завершив будівництво будівлі у квітні 1930 р., зібравши глави голів та привіз мармуру з острова Мармара. У будівництві працювали майстер мармуру Хюсеййн Авні, майстер шахти Хакі, майстер кам'яників Бакі та Хюсеййн Ефенді з Анкари.
Штаб-квартира турецьких кар'єрів була передана Республіканській народній партії 10 червня 1931 року після закриття турецьких кар'єрів на початку 1931 року.
Будівля громадського центру в Анкарі
Будівля почала виконувати функцію громадського центру в Анкарі в 1932 році. оздоблена турецькими мотивами, виготовлена з палісандра на 500 місць, це місцевий зал, опера, що створена вперше в історії Республіки Туреччина в Анкарському громадському центрі, використовується як Опера Озсоя, 19 червня 1934 року; Оперний театр Таш Бебек, 27 грудня 1934 р.); відбулися важливі події, такі як перші мовні та історичні конференції (І. Турецький історичний конгрес, 2 липня 1932 р .; І Конгрес турецької мови, 26 вересня-5 жовтня 1932 р.).

### Виділення в різні установи
У 1952 році, після закриття халкевлері, будівлю було передано до скарбниці, і вона була передана в користування громадській організації . будівлі між 1952—1961 роками, крім заходів, організованих Турецькою асоціацією кар'єрів, було представлено представництво Державних театрів та весільних служб муніципалітету Анкари. Будівля була передана Міністерству народної освіти в 1961 році, сільським справам у 1965 році, Міністерству національної оборони в 1971 році та Міністерству народної освіти в 1972 році; Його перетворили на Центр народної освіти та вечірню художню школу. Деякі їхні історичні речі були зруйновані в будівлі, яка була зношена під час усіх цих змін; зали зали демонтували, сцена стала непридатною.

### Музей та культурний центр
Будівля була передана Міністерству культури в 1975 році, і роботи почали перетворювати її на музей. У 1985 році, завдяки внеску Фонду Хачі Ömer Sabancı, будівлю почали реставрувати у відповідності з її первісною формою, будиночки та прикраси набули свого вигляду у 1930 році, і його поверх став доступним. Таким чином, крім музейної функції, вона набула функції культурного центру. Місткість залу спочатку 468, а в останні роки 426 місць. Його часто використовують як для вистав Генеральної дирекції Державної опери та балету, так і для діяльності інших організацій.

## Колекція
У музеї працює 6 залів, де виставляються постійні виставки. У цих залах експонується близько 750 робіт. За підрахунками, в музейному інвентарі є 1114 картин. Виставляються картини, скульптури, кераміка, гравюри та твори турецького декоративно-прикладного мистецтва турецьких художників, що з'явилися від часу створення Республіки і до сьогодення. Картини таких художників, як Шекер Ахмет Паша, Абдульмекід Ефенді, Хюсейін Зекай- паша, Халіл-паша, Хока Алі Різа, є в першому розділі, а роботи таких художників, як Ібрагім Шаллі, Хікмет Онат і Намік Ісмаїл, знаходяться у другому розділі, де випускається продукція республіканців.
Перші твори колекції — «Торговець зброєю» Османа Хамді Бея, «На могилі Тимура» Васілія Вєрєщагіна, Фаусто Зонаро «Портрет молодої дівчини», Емель Корутюрк «Завдяки Газі»(мається на увазі «Ататюрк»). Структура була створена в 1976 році від Міністерства народної освіти з цими чотирма відомими картинами.
Становлення музею було досягнуто в 1978 році колекцією творів мистецтва в державних установах. Колектив визначив колекцію близько 500 робіт; ці роботи були зібрані циркуляром прем'єр-міністра, і були зроблені їх реставрації та застереження. Деякі твори колекції, які утворилися в результаті закупок столів, ініційованих засновником Національної бібліотеки Аднаном Етюкеном, були відновлені та додані до музейної колекції; Це було додатково розширено за рахунок придбання картин у музеїв за кордоном. Дружина Шерефа Акдіка, колекція сорока художніх творів Саре Акдік Шереф Акдік, колекція каліграфії семи художнього твору Геліка Гюлерсоя, портрети Емеля Корутркука Ібрагіма Шаллі, портрет Ібрагіма Кімкоза Ібрагіма Шаллі Ембомі Бадхі, портрет Хедхюмі Еллі Бадмі, Рамбі Бедмі, портрет Хедмі, Рамбі Бедмі, портрет Хедмі Орімі Беди, Іріхім Шелмі Бадмі, портрет Хедмі Баймі, Ірихім Шелмі, Ібрагім Шелмі, Ілрахім Шеллі, Ірихім Шеллі, Ірихім Шеллі, Ірихім Шеллі, Ірихім Шілмі Колекція поширилася на пожертви творів Ешрефа Юрена та Аріфа Каптана. За даними досліджень перепису та детермінації, проведених у 1997 році, у колекції було 4687 робіт. У ланцюзі колекції мистецтв музею відбулися перерви через те, що картини, які повинні бути присутніми в будівлі музею, були передані різним громадським установам як прикраси.

## Крадіжка
Повідомлялося що в результаті робіт двох окремих переписних комісій, утворених у 2007 та 2008 роках для визначення оригінальності музею шляхом підрахунку творів у музеї, було втрачено 256 екземплярів, 14 штук було втрачено / підроблено (фотокопія, взята з оригіналу), 32 твори підроблені, не було оригіналів 302 робіт разом з підробками. Поки ці дослідження тривали, було зрозуміло, що в 2009 році було викрадено 13 вугільних ескізів Хока Алі Різа, а копії — в музеї. Деякі картини, які, як відомо, були викрадені та продані організованою злочинною організацією, були вилучені у 2013 році в будинку різних колекціонерів у результаті розслідувань та рейдів. Шістдесят одну із загублених картин було знайдено під час набігів у 2014 році.

## Галерея

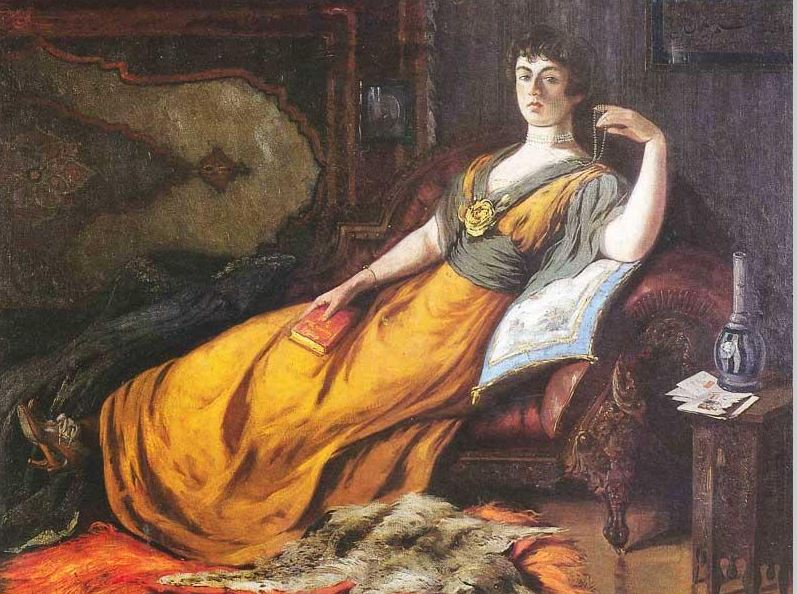
Гарем Гете, Абдулмецид Ефенді
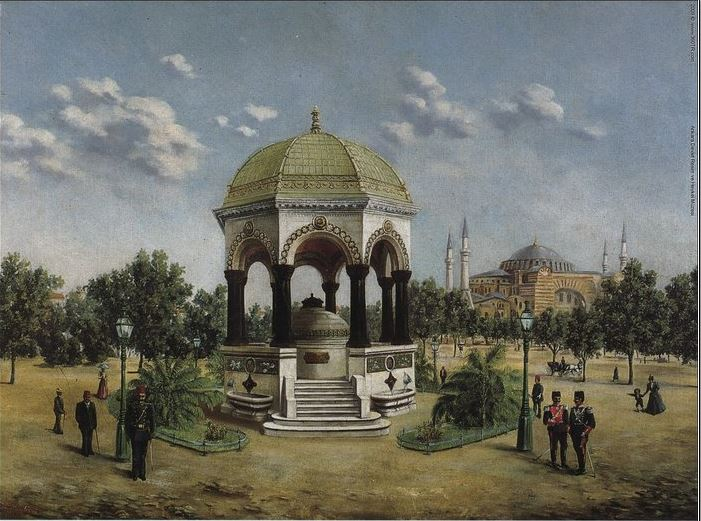
Німецький фонтан, Ахмет Куларі
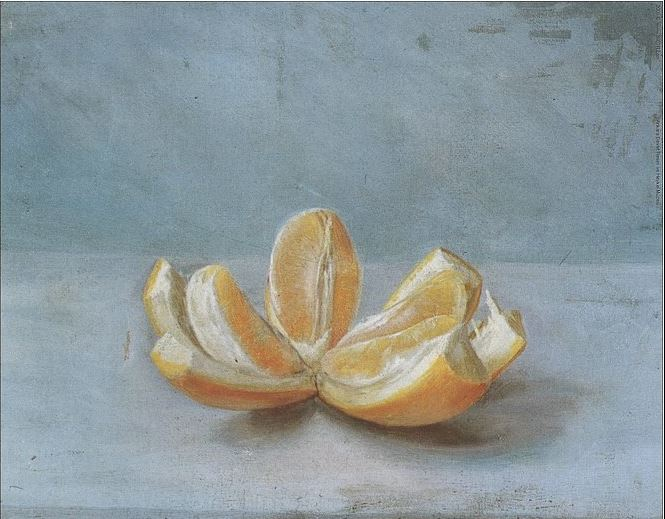
Натюрморт з апельсином, Сюлейман Сайід
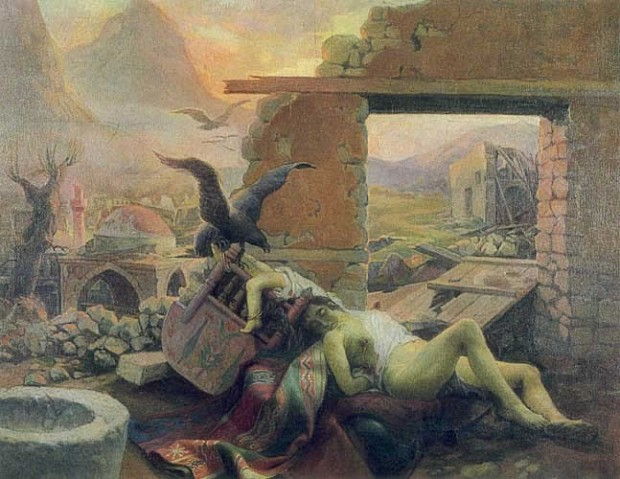
Карагун, Авні Ліфій
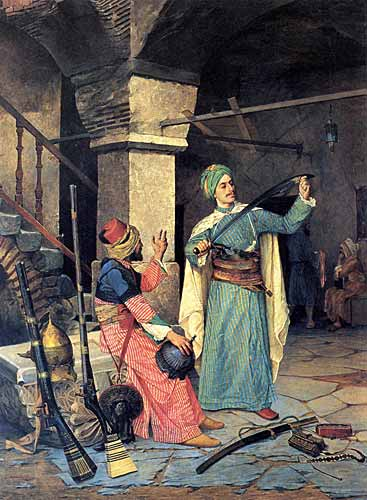
"Торговець зброєю" Осман Хамді Бей